# Hulu Langat
Le Hulu Langat est un district de l'État du Selangor, en Malaisie.